# Like a Hurricane
„Like a Hurricane“ je píseň kanadského hudebníka Neila Younga, kterou poprvé vydal v srpnu 1977 na albu American Stars 'n Bars. Nahrána však byla již v listopadu 1975 společně se skupinou Crazy Horse. V její původní verzi hrají mimo Younga, který zpívá a hraje na kytaru, ještě Frank „Poncho“ Sampedro, baskytarista Billy Talbot a bubeník Ralph Molina. Zatímco zde je doprovázen rockovou kapelou, na verzi z alba Unplugged se doprovází pouze na varhany a foukací harmoniku. Později svou verzi písně nahráli například Roxy Music nebo Jeff Healey.